# نيك مكدونالد
نيك مكدونالد (بالإنجليزية: Nick McDonald)‏ هو لاعب كرة قدم أمريكية أمريكي، ولد في 27 يونيو 1987 في ساليناس في الولايات المتحدة.

## وصلات خارجية
- نيك مكدونالد على موقع مرجع كرة القدم المحترفة.كوم (الإنجليزية)